# Andreas Jungbeck
Andreas Jungbeck, född 7 oktober 1982, är en svensk ishockeyback som spelat för bland annat AIK Ishockey. Han avslutade tiden i allsvenskan med Almtuna IS (2010-2011) och har efter en spelpaus börjat spela division 5-hockey..
Han köptes upp av AIK inför säsongen 2008-2009 från IK Oskarshamn, för vilka han noterades för tre mål och sex assist under sin debutsäsong. Hans moderklubb är HV71.